# Mary Jo White
Pour les articles homonymes, voir White.
Marie Jo White, née le 27 septembre 1947 à Kansas City (Missouri), est une haut fonctionnaire démocrate américaine, nommée dans la seconde administration du président Barack Obama à la présidence de la Securities and Exchange Commission (SEC). Elle occupe cette fonction entre le 10 avril 2013 et le 20 janvier 2017.